# Chad Gracey
Chad Gracey (ur. 23 lipca 1971 roku w York) – perkusista zespołu Live. Prowadzi także własną firmę motoryzacyjną o nazwie Cage Off-Road, specjalizującą się w ulepszaniu samochodów oraz zawieszeń samochodowych.